# 아나다마빵
아나다마빵은 미국 뉴잉글랜드 지방의 밀가루, 옥수수가루, 당밀으로 만드는 빵이다. 종종 호밀 가루가 들어가기도 한다.

## 같이 보기
- 미국의 빵 목록